# Constitución cubana de 1940
La Constitución cubana de 1940 fue creada durante la presidencia de Federico Laredo Brú (1936-1940) y entró en vigor el 10 de octubre de 1940, el día que asumió la presidencia Fulgencio Batista. Estuvo principalmente influenciada por las ideas que inspiraron la Revolución cubana de 1933. Ampliamente considerada una de las constituciones más progresistas de su época, contenía elementos como la reforma agraria, educación pública, salario mínimo y otros programas sociales. Estaba compuesta por 286 artículos, en 19 secciones.

## Orígenes
Desde 1935 estaba vigente La Ley Constitucional promulgada ese año, que no contenía la Enmienda Platt abolida en 1934. A pesar del hecho de que algunos partidos políticos habían rehusado participar en algunas elecciones anteriores anticipando el fraude del gobierno en el poder, todos los partidos presentaron candidatos para la elección de una Convención Constituyente de 76 miembros en noviembre de 1939. Además de los varios partidos, se encontraban los dos líderes que habían dominado la escena política cubana desde el derrocamiento del presidente Gerardo Machado en 1933: el expresidente Ramón Grau San Martín y el Coronel Fulgencio Batista, jefe del Ejército, quien había sido el verdadero poder tras los últimos presidentes. 
Cada uno maniobró para formar coaliciones, pero el interés público solamente fue suficiente para producir un resultado de 57% de los votantes. Los 76 delegados de nueve partidos políticos primero eligieron a Grau como presidente de la Convención Constituyente, pero fue removido cuando los delegados del Partido Conservador, quienes habían hecho campaña contra Batista, se cambiaron de bando y apoyaron al candidato de Batista para el cargo, Carlos Márquez Sterling.
La asamblea debatió públicamente durante seis meses y adoptó la constitución en el Capitolio de La Habana. Fue firmada el 1 de julio de 1940, en Guáimaro, Camagüey, como tributo a los independentistas cubanos que firmaron allí la Primera Constitución de Cuba en 1869. Un embajador estadounidense en Cuba, Philip Bonsal, posteriormente comentó:

El producto final fue generalmente considerado como iluminado y progresista. Reflejó las serias consideraciones sobre las experiencias y problemas de Cuba. Conformó las esperanzas y aspiraciones de muchos. Algunas de sus cláusulas tal vez fueron, como afirmaron particularmente los conservadores, impracticables. Contuvo un número de provisiones que requerían ser implementadas por el Congreso. Dicha legislación, en particular la que afectaba las propiedades de las clases dominantes y sus aliados estadounidenses, no fue aplicada o fue pospuesta hasta el mismísimo final de los doce años durante los cuales estuvo vigente la constitución....

Por ejemplo, la Constitución estableció como política nacional restricciones en la extensión de las tierras, pero dichos principios nunca fueron convertidos en ley.

## Provisiones
La constitución de 1940 (a) reconoció el voto como un derecho, una obligación y una función del pueblo; (b) reforzó y continuó la previamente establecida forma de gobierno, específicamente republicana, democrática y representativa; (c) confirmó los derechos individuales y los privilegios, incluyendo el derecho a la propiedad privada; e (d) introdujo la noción de los derechos colectivos.
Bajo la constitución de 1940, permaneció la separación entre los tres poderes del Estado, pero con obvias distinciones: (a) se introdujo el cargo de primer ministro; (b) el poder ejecutivo se convirtió en semiparlamentario, siendo la mitad de sus ministros también congresistas; y (c) el Congreso fue modificado a un miembro por cada 35.000 ciudadanos o una fracción mayor de 17.500, y a nueve senadores por provincia.
La constitución de 1940 ratificó la autoridad e independencia del Poder Judicial. Específicamente, esta judicial permaneció autónoma y con la potestad de nombrar jueces y magistrados. Al igual que en la Constitución cubana de 1901 y la de Estados Unidos, la Corte Suprema era designada por el presidente y confirmada por el Senado. Además, la Constitución de 1940 instituyó una Corte de Garantías Sociales y Constitucionales, conocida como la Corte Constitucional, bajo la jurisdicción de la Corte Suprema. La Corte Constitucional debía atender y solucionar las disputas laborales y constitucionales.
Bajo dicha carta magna, los gobiernos provinciales fueron abolidos. Los concejos provinciales perduraron, pero estaban ahora compuestos por los alcaldes de varios municipios incorporados en cada provincia. Se eliminó el poder del gobernador para suspender a los alcaldes, mientras que los municipios obtuvieron el derecho a gravar impuestos locales. Los gastos públicos y el presupuesto a todos los niveles pasó a estar sujeto a un oficial ministerial, bajo el auspicio de la nueva Corte de Administración Pública. También se instituyó una Corte de Obras Públicas.
La cláusula sobre la enmienda constitucional fue reforzada estrictamente en la constitución de 1940. Se requería una convención constitucional para modificar el lenguaje de la Constitución. El Congreso fue autorizado a realizar reformas menores al documento, y los siguientes requerimientos fueron adheridos: (a) quorum (sesión conjunta); (b) dos tercios de los votos totales de los legisladores; y (c) las enmiendas propuestas necesitaban ser aprobadas en dos sesiones legislativas consecutivas. Tal texto constitucional también podía ser modificado por referéndum.
La diferencia más notable entre la constitución de 1901 y la de 1940 fue la adición de la protección constitucional en los asuntos relacionados con la familia, la cultura, la propiedad y el trabajo. Sin tener antecedentes constitucionales, ni experiencia en la protección de los derechos sociales, los redactores de la constitución de 1940 usaron como modelo la Constitución española de 1931, la Constitución de los Estados Unidos y  Constitución de Weimar alemana de 1919.

## Historia
La constitución de 1940 estuvo en vigor durante 12 años hasta que, en 1952, tras el Golpe de Estado del General Fulgencio Batista, quedó suspendida, pero fue restablecida en 1955.
En 1953, el manifiesto de Fidel Castro «La historia me absolverá» declaró la restauración de la constitución de 1940 como uno de los principales objetivos de su movimiento revolucionario. En 1957, él y otros dos anunciaron en el «Manifiesto de Sierra Maestra» su intención de restaurar dicha constitución, si lograban derrocar la dictadura de Fulgencio Batista. Pero Fidel Castro jamás cumplió esa promesa.[cita requerida] Diecisiete años después de llegar al poder, en 1976, el Partido Comunista de Cuba propuso y aprobó adoptar una nueva constitución en la isla, la Constitución cubana de 1976, que redefinió al país como un Estado socialista de partido único, bajo la dirección del Partido Comunista de Cuba y reemplazó el cargo de primer ministro de Cuba con un presidente ejecutivo.

## Signatarios
Los signatarios fueron 72:
- Antonio Bravo Acosta
- Salvador García Agüero (PSP)
- César Vilar Aguilar
- Aleida Hernández de la Barca
- Eusebio Mujal Barniol (PRCA)
- Nicolás Duarte Cajides
- Blas Roca Calderío (PSP)
- Francisco Alomí y Álvarez de la Campa
- Manuel A. Orizondo Caraballé
- Mario Robau Cartaya
- Salvador Acosta Casares
- José A. Fernández de Castro
- Antonio Bravo Correoso
- Mario E. Díhigo
- José Manuel Casanova Diviño
- Emilio A. Laurent Dubet
- Manuel Dorta Duque
- Ramón Granda Fernández
- Miguel A. Suárez Fernández (PLC)
- Antonio Martínez Fraga
- Romárico Cordero Garcés (PSP)
- José Manuel Cortina García, Presidente de la "Comisión Coordinadora de la Convención Constituyente"
- Ramón Corona García (PRCA)
- Rafael Álvarez González
- Manuel Benítez González
- Ramiro Capablanca Graupera
- Juan Cabrera Hernández
- Rafael Guas Inclán (PLC)
- Juan B. Pons Jané
- Gustavo Moreno Lastres
- María Esther Villoch Leyva
- Miguel Coyula Llaguno (CND)
- Francisco José Prieto Llera
- Mariano Esteva Lora
- Francisco Ichaso Macías (ABC)
- Orestes Ferrara Marino (PLC)
- Ramón Grau San Martín (PRCA)
- José R. Andréu Martínez
- Fernando del Busto Martínez
- Simeón Ferro Martínez
- Esperanza Sánchez Mastrapa
- Manuel Mesa Medina
- Delio Núñez Mesa
- Alberto Boada Miquel, Secretario de la "Convención Constituyente"
- Francisco Dellundé Mustelier
- Pelayo Cuervo Navarro (PRCA)
- Amaranto López Negrón
- Emilio Ochoa Ochoa (PRCA)
- Santiago Rey Perna
- Emilio Núñez Portuondo (CND), Secretario de la "Convención Constituyente"
- Joaquín Meso Quesada
- Alberto Silva Quiñones
- Felipe Jay Raoulx
- Fernando del Villar de los Ríos
- Felipe Correoso y del Risco
- Eduardo René Chibás Rivas (PRCA)
- Jorge Mañach Robato (ABC)
- Manuel Parrado Rodés
- César Casas Rodríguez
- Arturo Don Rodríguez
- Félix García Rodríguez
- Primitivo Rodríguez Rodríguez (PRCA)
- Joaquín Martínez Sáenz (ABC)
- Adriano Galano Sánchez
- José Antonio Mendigutía y Silvera
- Carlos Prío Socarrás (PRCA)
- Carlos Márquez Sterling, Presidente de la "Convención Constituyente"
- Manuel Fueyo Suárez
- Alfredo Hornedo Suárez
- Miguel Calvo Tarafa
- Quintín Jorge Vernot
- Juan Marinello Vidaurreta (PSP)